# Poranopsis sinensis
Poranopsis sinensis là một loài thực vật có hoa trong họ Bìm bìm. Loài này được (Hand.-Mazz.) Staples miêu tả khoa học đầu tiên năm 1993.